# Parafia Niepokalanego Poczęcia Najświętszej Maryi Panny w Spytkowicach
Parafia Niepokalanego Poczęcia Najświętszej Maryi Panny w Spytkowicach – parafia należąca do dekanatu Rabka archidiecezji Krakowskiej. 
Obecnie proboszczem jest ks. mgr Jan Gacek, który 1 lipca 2021 r. przejął rolę proboszcza od ks. mgr Stanisława Wąsika, po 9 latach jego posługi w parafii, jako proboszcza.